# Darjeeling (tè)

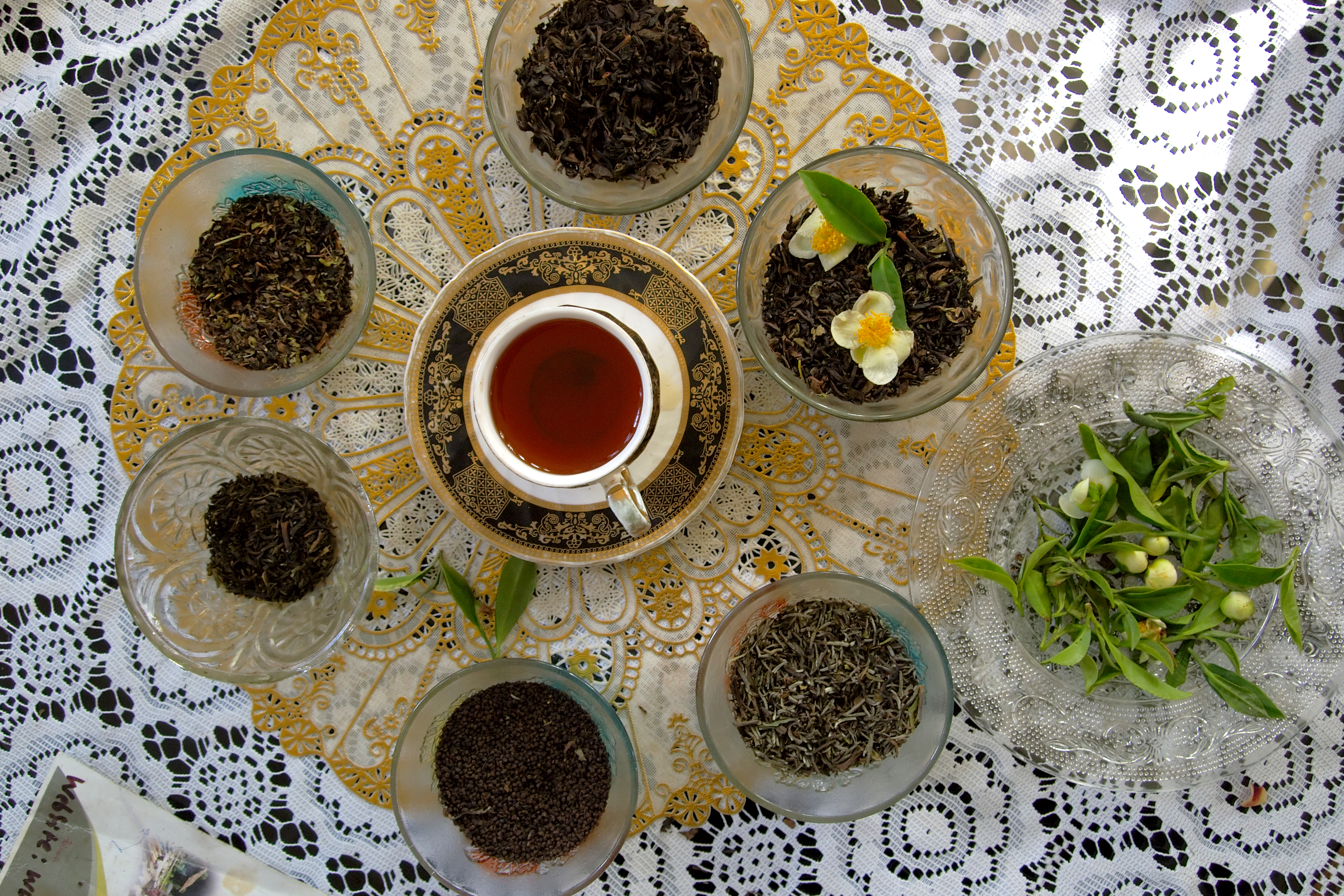
Tè Darjeeling

Il Darjeeling, dalla regione indiana del Darjeeling, nel Bengala Occidentale, è tradizionalmente considerato il più pregiato dei tè neri, soprattutto in Gran Bretagna e nei paesi facenti parte dell'ex-impero britannico. Viene soprannominato «lo Champagne dei tè».
Le migliori infusioni danno un tè leggero, chiaro, con un aroma floreale.
Il sapore è leggermente astringente nei tannini, con una nota muschiata, che gli intenditori paragonano all'uva moscato. È presente anche un lieve retrogusto.
La maggior parte delle foglie di tè Darjeeling diventano tè nero; comunque vengono prodotti anche tè semiossidati (oolong) e tè verdi, ultimamente in maggior proporzione.
Le foglie dei tè neri Darjeeling non sono ossidate al 100%, rendendolo tecnicamente oolong (semiossidato). Molti tè Darjeeling poi si presentano come mix di foglie trattate a diversi livelli di ossidazione (verde, oolong, nero).

## Storia
La coltivazione del tè nella regione indiana del Darjeeling comincia nel 1841 ad opera del Dr. Campbell, un medico chirurgo dell'Indian Medical Service che era stato trasferito lì nel 1839 col ruolo di sovrintendere a quel vasto territorio. I semi arrivavano dalla Cina, mandati dal botanico britannico Robert Fortune.

Le prime coltivazioni-pilota nacquero negli anni quaranta dell'800 e il governo creò fin dal 1847 i primi vivai. Per lo sfruttamento commerciale bisognerà attendere una decina d'anni.

## Denominazione di origine

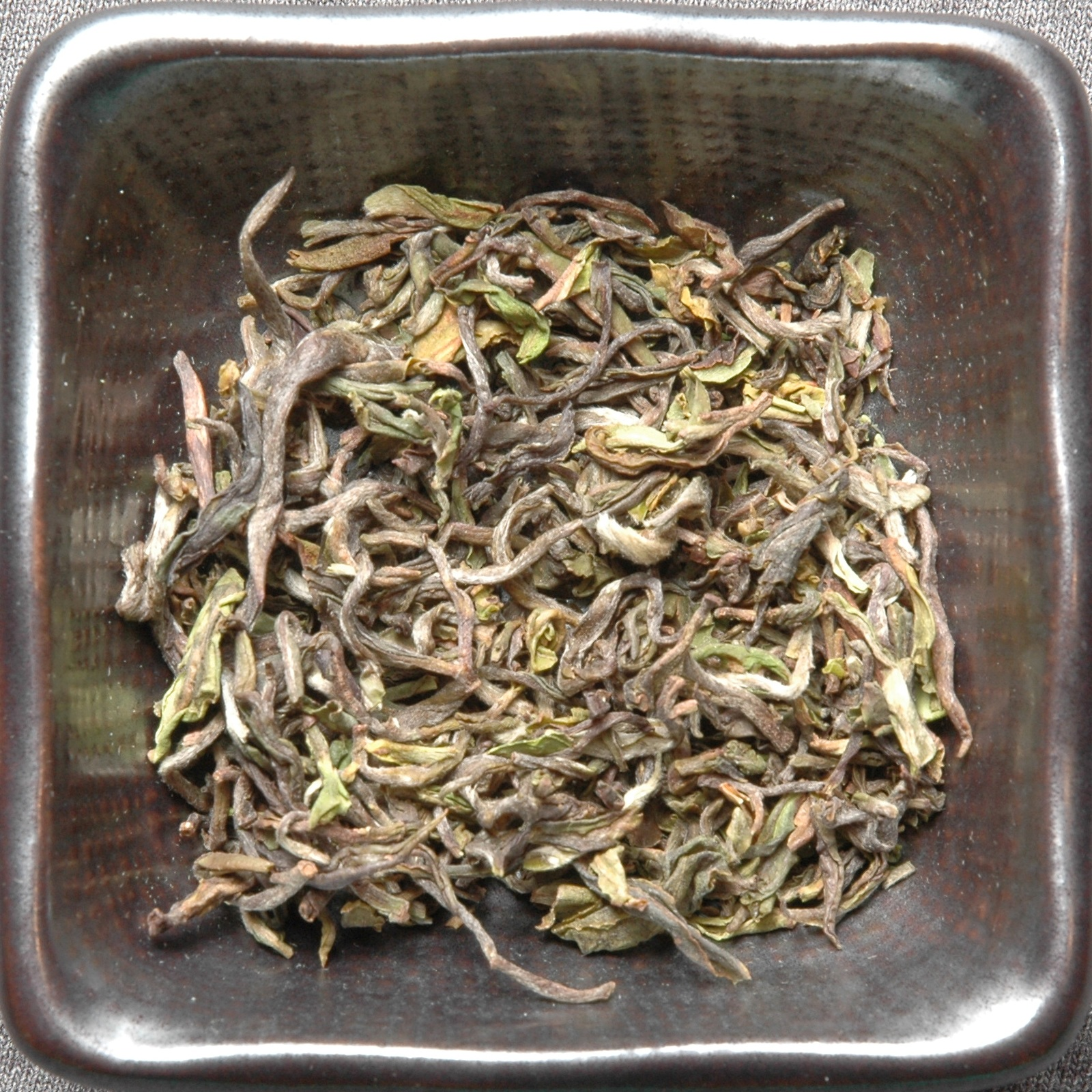
First flush

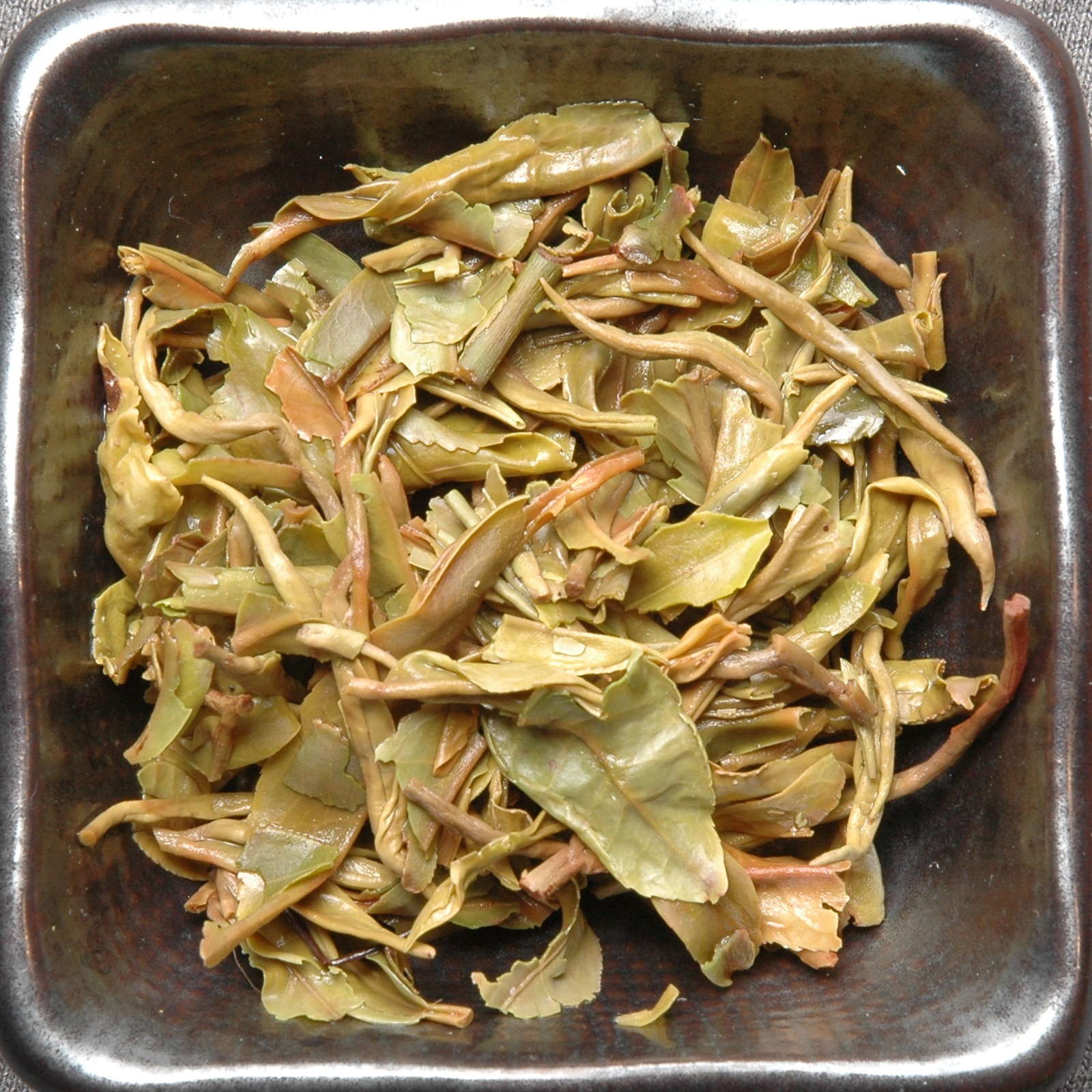
Le foglie dopo l'infusione

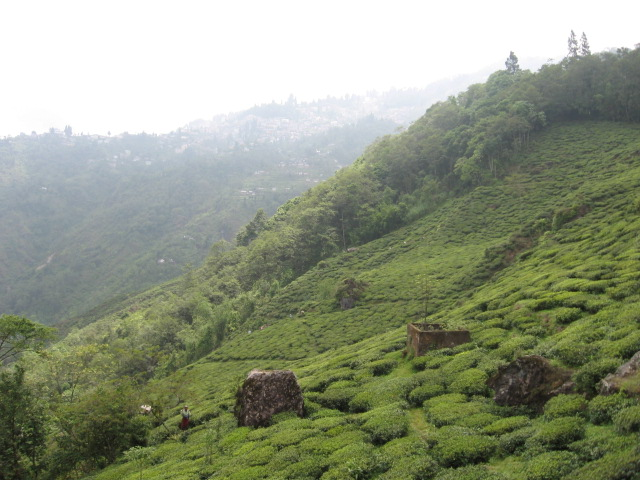
Coltivazioni a Rock Garden

La definizione del Tea Board of India è questa:
tè coltivato, cresciuto, prodotto, raccolto e lavorato nei "tea gardens" delle sole aree montuose nelle sottozone di 
1. Sadar (Darjeeling Pulbazar, Rangli Ranglot e Jorebunglow–Sukhiapokhri)
2. Kalimpong incluse le località Samabeong, Ambiok, Mission Hill e Kumai
3. Kurseong incluse le località New Chumta relativamente a Siliguri, Simulbari e Marionbari nell'area Kurseong Police Station, escluse le aree ai numeri 20, 21, 23, 24, 29, 31, 33 (Jurisdiction List) nella regione del Darjeeling stato del Bengala Occidentale, India.

Il marchio Darjeeling è oggetto di falsificazione: viene venduto annualmente tè Darjeeling per 40000 tonnellate, quando la produzione è 4 volte inferiore. 
Il logo e il processo di denominazione d'origine sono gestiti dal Tea Board of India.

## I raccolti durante l'anno
- First flush: viene raccolto da metà marzo fino alla prima settimana di aprile, dopo le piogge primaverili. Ha un colore molto chiaro, un aroma tenue ed è poco astringente.
- In-Between: Raccolto tra aprile e maggio è un'ottima qualità di Darjeeling non sempre reperibile. Aroma persistente e gusto abbastanza corposo.
- Second flush: viene raccolto in giugno e dà un tè color ambra, corposo, dal caratteristico gusto moscato.
- Autunnale: viene raccolto dopo la stagione delle piogge e ha un sapore un po' meno delicato con note meno speziate.

Il tè raccolto durante la stagione delle piogge monsoniche è di qualità inferiore.

## "Tea gardens"
Ogni zona di produzione ("tea garden") è riconoscibile nell'aroma e nel gusto che dona.
Le località più note sono Arya, Chamong, Lingia, Castleton, Jungpana, Makaibari, Margaret's Hope, e Risheehat.
Una lista indicativa:
- Ambootia, Arya, Avongrove
- Badamtam, Balasun, Bannockburn, Barnesbeg
- Chongtong, Castleton, Chamong
- Gielle, Glenburn, Goomtee, Gopaldhara, Giddapahar, Glenburn, Hilton, Happy Valley
- Jogamaya, Jungpana, Kaley Valley, Kanchan View
- Lingia, Longview, Makaibari, Margaret's Hope, Mim, Moondakotee, Mission Hill
- Nagri, Namring, Orange Valley
- Phoobsering, Phuguri, Poobong, Potong, Pashok, Pattabong, Pussimbing
- Ringtong, Risheehat, Rohini
- Seeyok, Selimbong, Singbulli, Soom, Soureni, Sungma, Snowview
- Teesta Valley, Thurbo, Tindharia, Tongsong Dtriah, Tumsong
- Upper Fagu, Vah Tukvar

## Galleria d'immagini

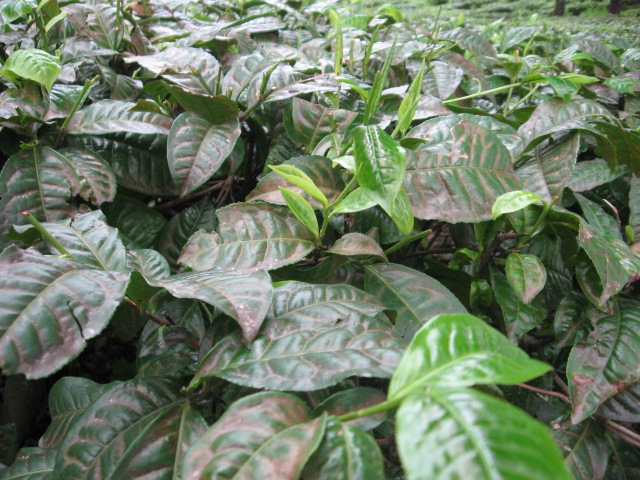
Piantine di tè
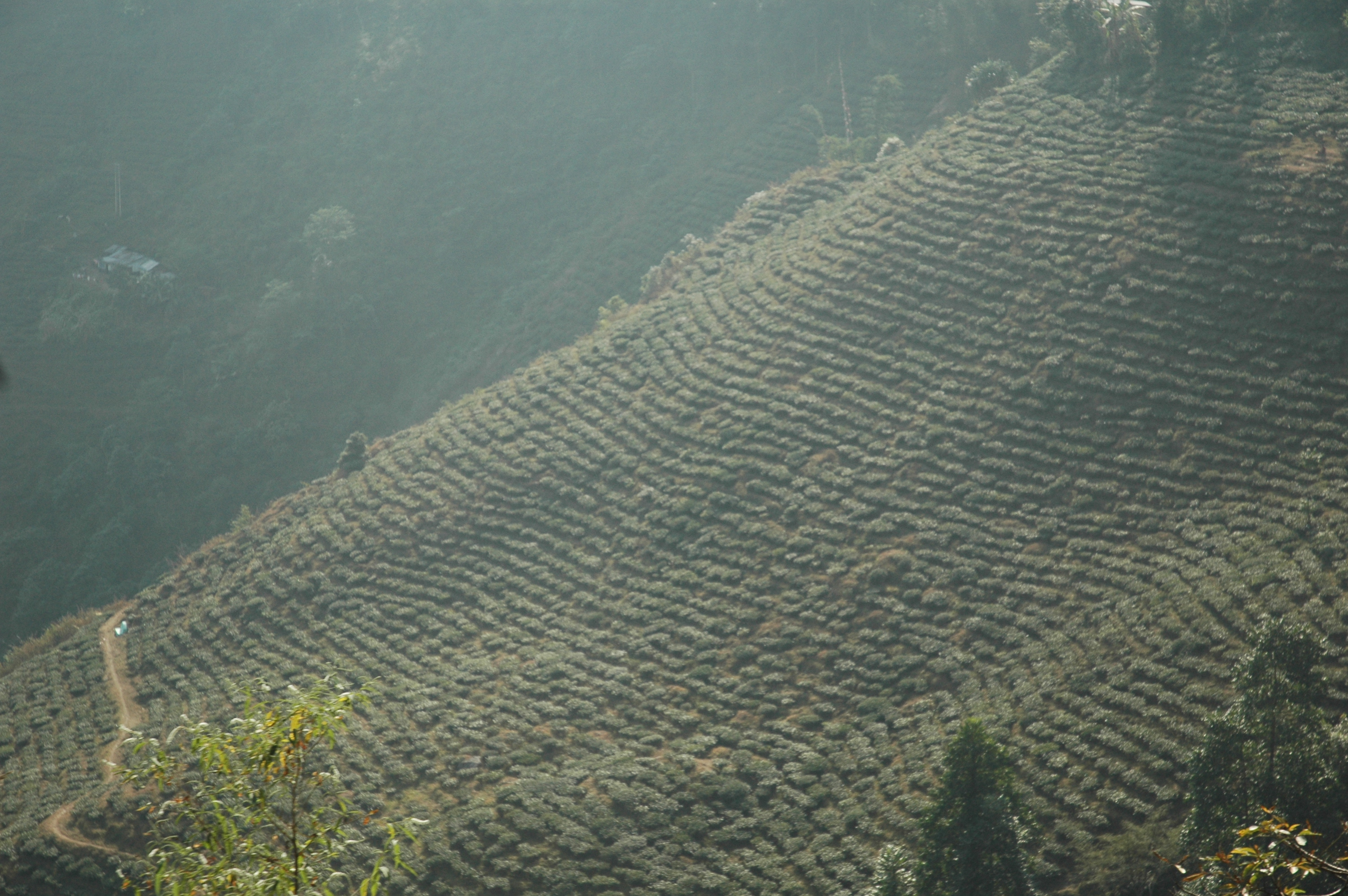
Darjeeling, pendii scoscesi e coltivazioni di tè
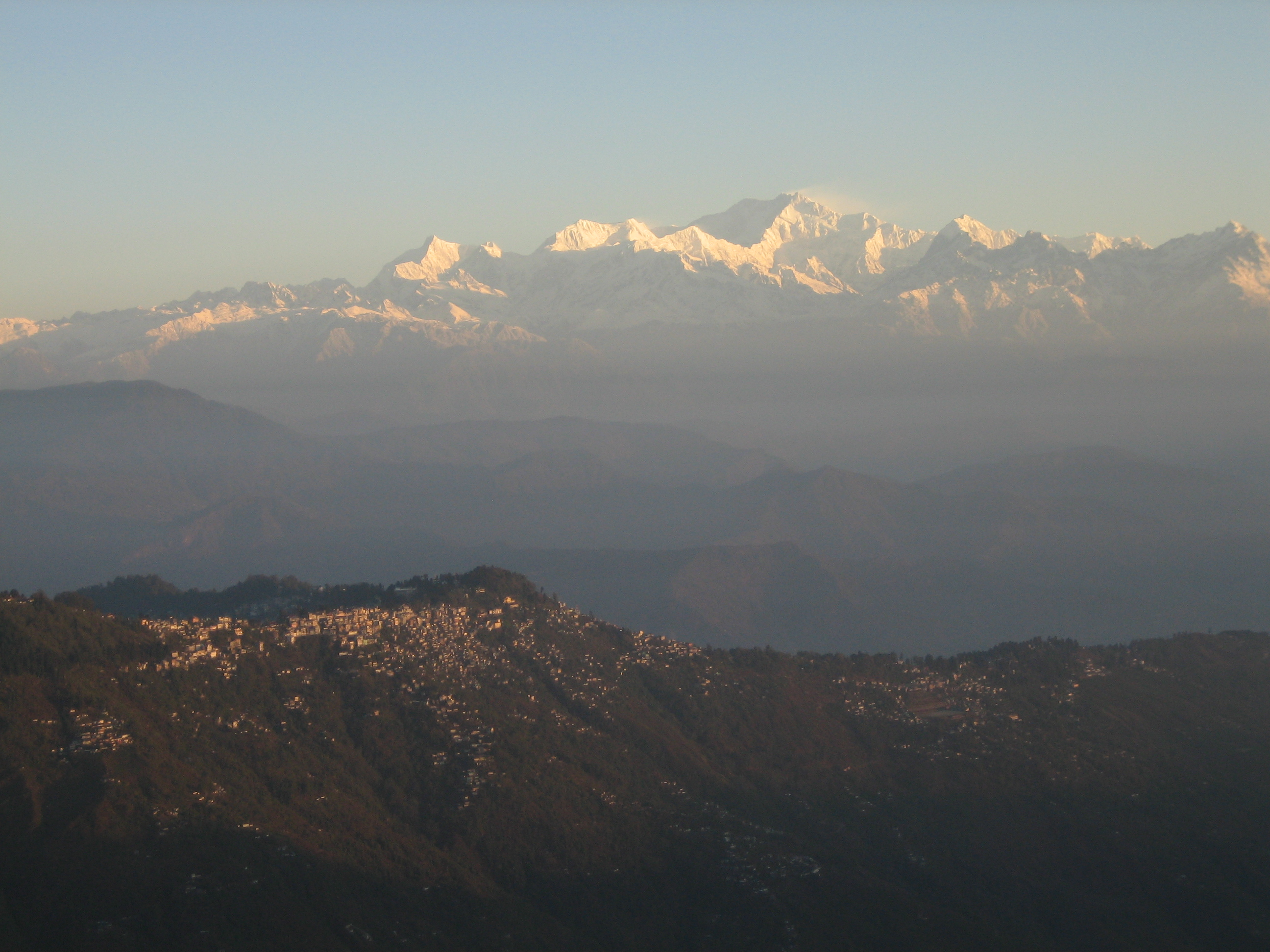
Veduta del monte Kanchenjunga, il 3° "ottomila" per altezza e della città di Darjeeling da Tiger Hill
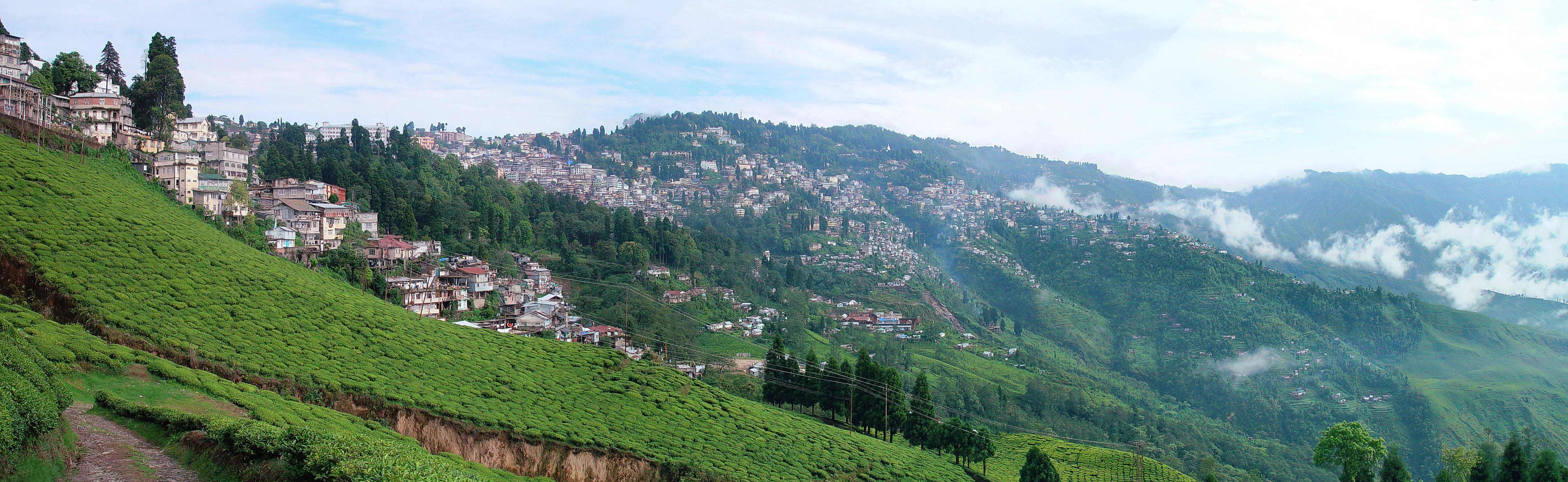
Veduta della città di Darjeeling dal "tea garden" Happy Valley